# The Christmas Album, Volume II
The Christmas Album, Volume II es el segundo álbum de estudio de temática navideña del cantautor estadounidense Neil Diamond, publicado el 18 de septiembre de 1994 por Columbia Records.

## Lista de canciones
| N.º | Título                                             | Duración |  |
| 1.  | «Joy to the World»                                 | 2:40     |  |
| 2.  | «Mary's Little Boy Child»                          | 2:59     |  |
| 3.  | «Deck the Halls" / "We Wish You a Merry Christmas» | 1:42     |  |
| 4.  | «Winter Wonderland»                                | 2:44     |  |
| 5.  | «Have Yourself a Merry Little Christmas»           | 4:43     |  |
| 6.  | «I'll Be Home For Christmas»                       | 3:43     |  |
| 7.  | «Rudolph the Red-Nosed Reindeer»                   | 4:04     |  |
| 8.  | «Sleigh Ride»                                      | 2:42     |  |
| 9.  | «Candlelight Carol»                                | 4:09     |  |
| 10. | «Away in a Manger»                                 | 2:33     |  |
| 11. | «O Come All Ye Faithful»                           | 4:15     |  |
| 12. | «O Little Town of Bethlehem»                       | 3:35     |  |
| 13. | «Angels We Have Heard on High»                     | 3:17     |  |
| 14. | «The First Noel»                                   | 3:34     |  |
| 15. | «Hallelujah Chorus»                                | 3:31     |  |